# フクイティタン
フクイティタン（学名：Fukuititan）は、約1億2500万年前（中生代白亜紀前期（前期白亜紀）の半ばにあたるバレミアン後期）のアジア大陸の中緯度・東岸部の東岸部に棲息していた植物食恐竜。竜盤目竜脚形亜目真竜脚類マクロナリアのティタノサウルス形類に分類される。F. nipponensis の1種（ニッポネンシス種）のみが知られている。
化石は、日本の福井県勝山市北谷町にある北谷層で福井県立恐竜博物館が2007年（平成19年）夏に実施した恐竜化石発掘調査で産出した。

## 名称

### 学名

#### Fukui-titan
属名 Fukuititan の "Fukui" は、産出地が属する県の名でもある地名「福井（ふくい）」から採っている。"titan" のほうは、ギリシア神話に登場する巨人族（巨大な神族）"Τιτάν（ラテン翻字: Tītān、日本語音写例〈以下同様〉: ティーターン）" か、そこから派生した「巨人」を意味する普通名詞から採っており、合わせて「福井巨人」を意味している。

#### nipponensis
種小名 nipponensis（ニッポネンシス）は、日本原産種や日本産出の絶滅種に当てられることが多いラテン語主格形容詞で、「日本産の」を意味する。本来は長母音を省略しない "nipponēnsis（ニッポネーンシス）" であるが、分類学では長母音を省略する慣習がある。構成要素である "nippon" は、対象生物種の産地である日本の日本語名「日本（にっぽん）」のことで、これを「…産の」を意味するラテン語接尾辞 "-ēnsis（エーンシス）" と組み合わせた混種語である。

### 福井巨龍
中国語では Fukuititan を「福井巨龍（簡体字: 福井巨龙）」、Fukuititan nipponensis を「日本福井巨龍（簡体字: 日本福井巨龙）」と漢訳している。

## 歴史

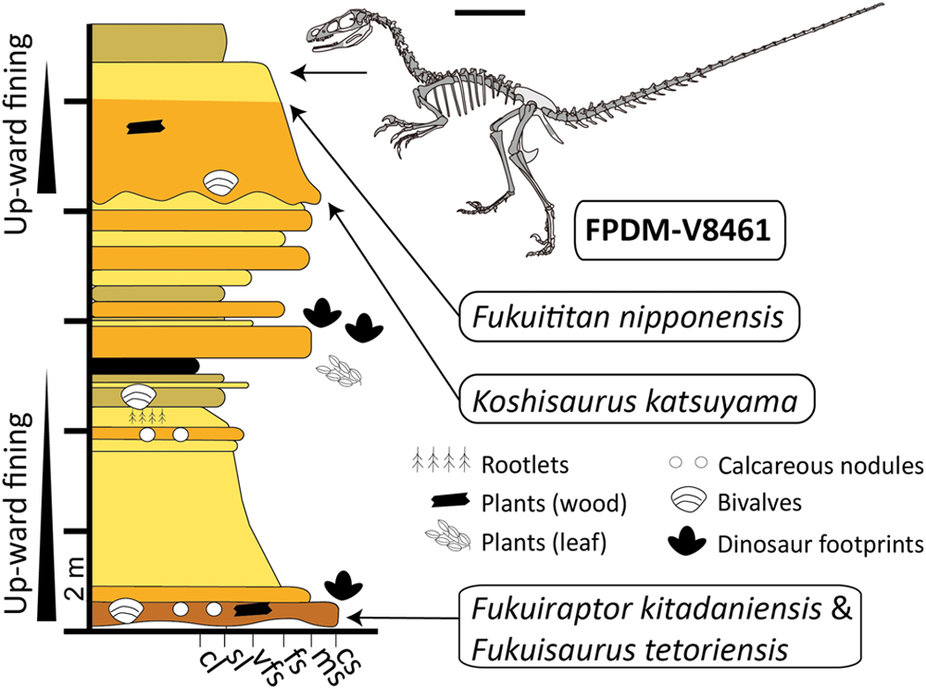
本種や他の恐竜を産出した北谷層の層序区分図本種の位置は上部層で、「FPDM-V8461」と記してあるフクイヴェナートルと同じ層。

フクイティタンの生態復元型モニュメント恐竜広場（JR福井駅西口広場）にある恐竜の像の一つ。全高約6m、全長約10m。cf.

福井県立恐竜博物館が2007年（平成19年）夏（7月19日-8月31日）に行った第3次恐竜化石発掘調査で、竜盤類の部分骨格化石が発見された。産出地は、手取層群北谷層（福井県勝山市北谷町杉山 恐竜化石発掘現場）であった。
2010年（平成22年）、日本の古生物学者で先の博物館の館長である東洋一と同館研究員の柴田正輝によって記載された。記載論文を掲載したのは、中国の地質学専門雑誌である『地質学報』の英語版『Acta Geologica Sinica』（ジョン・ワイリー・アンド・サンズ刊行）の第84巻第3号であった。

## 科学的知見
ホロタイプ（正基準標本）は FPDM-V8468。採取された化石は、1個体のものとみられる関連した部分骨格化石標本 FPDM-V8468 のみである。

### 分類
本種は、戦後の日本国内（第二次世界大戦後の日本領）で初めて見付かった比較的良質なティタノサウルス形類であり、あまり知られていない日本のティタノサウルス形類について光を当てている。

### 形質
発見部位が少ないため、本種の全容については分からない。

## 関係者
主要な研究者
- Yoichi AZUMA（東 洋一）

(1949- )  日本人。古生物学者。本種の記載者の一人（筆頭著者）。日本における恐竜研究の第一人者。発見時（2007年）および記載当時（2010年）は福井県立恐竜博物館館長（※その後、特別館長に就任している。）。ほか。
- Masatsugu SHIBATA（柴田 正輝）[注 3][注 4][注 5]

(1975- )  日本人。古生物学者。専門は古脊椎動物学、特に恐竜。本種の記載者の一人（共著者）。勝山市の発掘現場から産出した鳥脚類を中心に研究。記載当時（2010年）は福井県立恐竜博物館研究員。

## 記載論文
- Azuma, Yoichi; Shibata, Masatsugu (07 June 2010). “Fukuititan nipponensis, a new titanosauriform sauropod from the Early Cretaceous Tetori Group of Fukui Prefecture, Japan”. Acta Geologica Sinica (John Wiley & Sons) 84 (3):  454–462. doi:10.1111/j.1755-6724.2010.00268.x.